# 三星瀏覽器
三星瀏覽器 （英語：Samsung Internet）是由三星電子所開發的行動瀏覽器，可安裝於智能電話和平板電腦，它在行動裝置上的市場份額約為53％，是全世界第二大瀏覽器，2025年擁有每個月20億的使用者。它基於開源Chromium項目，並且預裝在三星Galaxy設備上。自2015年以來，可以從Google Play下載，也可以通過三星Galaxy Store在其基於Tizen的智能手錶上使用。
為了支持三星特定的硬件，例如Gear VR和生物識別傳感器，引入了與標準Chromium代碼庫的大多數代碼差異。
2023年12月，Samsung Internet 於 Microsoft Store 推出 Windows 版本。

## 歷史
在2012年，Samsung Internet取代了默認的Android瀏覽器，將其作為Samsung Galaxy設備的默認設置。2013年初左右，三星決定將瀏覽器改為基於Chromium，並於當年晚些時候發布了第一個基於Chromium的版本和S4模型。
第4版（Chromium 44）於2016年初發布，添加了秘密模式，內容卡，浮動視頻，視頻歷史記錄功能，Web推送，服務人員，自定義標籤和內容阻止程序擴展。
第5版（Chromium 51）於2016年12月16日發布，增加了Web付款和增強的視頻助手。
5.4版（Chromium 51）於2017年3月作為公開Beta發布，通過滑動手勢，快速菜單，增強的導航頁面（僅限中國）和內容阻止程序狀態UI（在菜單中）添加標籤導航。繼三星Galaxy S8推出後，穩定版隨後於2017年5月在全球發布。
6.2版（Chromium 56）於2017年10月30日發布，增加了高對比度模式和夜間模式。
6.4版（Chromium 56）於2018年2月19日發布，默認情況下添加了下載管理器並啟用了Web藍牙。
7.2版（Chromium 59）於2018年6月7日發布，添加了WebGL2，交集觀察器，Web程序集和受保護的瀏覽。
7.4版（Chromium 59）於2018年8月19日發布，增加了對智能掃描的身份驗證，自定義閱讀器模式和下載歷史記錄的改進。
8.2版（Chromium 63）於2018年12月21日發布，增加了改進的下載管理器，改進的閱讀器模式，錯誤修復和穩定功能以及通過Smart Switch的快速訪問同步。
9.2版（Chromium 67）於2019年4月2日發布，刪除了先前版本中作為“快速菜單”添加的“視頻助手”擴展，添加了重新設計的應用程序圖標，進一步重新設計的用戶界面以及相應的單手操作。  ，“智能反跟踪”，啟用“保存所有圖像”的選項以及錯誤修復和穩定功能。
版本9.2.10.15（Chromium 67）於2019年5月19日發布，為YouTube網絡視頻添加了+10和-10秒尋道功能，優化了RAM使用率，並修復了兩個影響Dark模式和DeX模式下的Iris自動登錄的錯誤 。
9.4版（Chromium 67）於2019年7月22日發布，其中添加了QR碼閱讀器，用於平板電腦設備的標籤管理器，用於Web推送的通知管理器，每個標籤中的歷史記錄導航，視頻自動播放控件，在執行“  “添加到主屏幕”，以及“修復/恢復”功能的“保存所有圖像”的暫停/恢復功能。
版本10.1.00.27（Chromium 71）於2019年9月8日發布，添加了快速訪問數據同步和更進一步完善的用戶界面，並包括錯誤修復和穩定功能。
版本10.1.01.3（Chromium 71）於2019年10月3日發布，該版本修復了影響從右到左語言在書籤，歷史記錄和已保存頁面中鏡像的錯誤，並再次完善了用戶界面。
版本10.2.00.53（Chromium 71）於2019年11月24日發布，添加了一個視頻助手，一個與我們聯繫的圖標，一個允許哪些應用程序使用Samsung Internet的功能，一個可自定義的菜單，一個更新的Tab管理器，一個再次精緻的用戶 界面，改進的高對比度模式以及錯誤修復和穩定功能。
版本10.2.01.10（Chromium 71）於2020年1月14日發布，添加了可選的畫中畫視頻，在三星DeX獨立模式下啟用指紋的Easy登錄，增強的滾動捕獲並修復了由於以下原因導致的崩潰： 一定條件下。
版本11.1.1.52（Chromium 75）於2020年2月25日發布，添加了瀏覽器擴展（需要Android Marshmallow或更高版本以及一個Galaxy Store帳戶），重新設計的“轉到頂部”按鈕和UI，快速訪問，錯誤修復和 穩定並提高性能。

## 特徵
- 廣告封鎖工具[26]
- Gear VR和DeX集成[27]
- KNOX支持
- 快速存取和書籤備份工具
- 閱讀器模式
- 已儲存的頁面
- “私人模式”和生物識別[28](unavailable in Knox-tripped devices)
- 安全網絡自動登錄
- SPen 模式
- 支持服務人員和Push API（页面存档备份，存于）
- 超省電模式

## 支援
適用於Android的更高版本的三星瀏覽器（v6.2）支持所有Android 5.0及更高版本的手機。
以前，（v5.0）Android的三星瀏覽器僅在具有Android 5.0及更高版本的三星Galaxy和Google Nexus手機上受支持。

## 外部鏈接
- Samsung Internet Developer hub（页面存档备份，存于）